# Keiji Kaimoto
Keiji Kaimoto (海本 慶治 Kaimoto Keiji?,  nacido el 26 de noviembre de 1972 en Suita, Osaka) es un exfutbolista japonés que se desempeñaba como defensa.
En 2000, Kaimoto jugó para la selección de fútbol de Japón. Fue elegido para integrar la selección nacional de Japón para los Copa Asiática 2000.

## Trayectoria

### Clubes
| Club                 | País  | Año         |
| -------------------- | ----- | ----------- |
| Vissel Kobe          | Japón | 1995 - 2000 |
| Nagoya Grampus Eight | Japón | 2001 - 2004 |
| Albirex Niigata      | Japón | 2005 - 2008 |

### Selección nacional
| Selección | País  | Año  |
| --------- | ----- | ---- |
| Absoluta  | Japón | 2000 |

## Estadística de equipo nacional
| Selección de Japón | Selección de Japón | Selección de Japón |
| Año                | Part.              | Goles              |
| ------------------ | ------------------ | ------------------ |
| 2000               | 1                  | 0                  |
| Total              | 1                  | 0                  |